# 波多黎各海沟

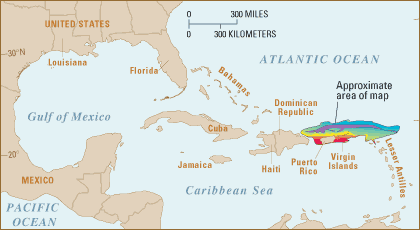
波多黎各海溝位置地圖。USGS。

波多黎各海溝（英語：Puerto Rico Trench）是一個在大西洋與加勒比海之間的海溝（最深處：8605米，即28232英尺）。此海溝與兩個地帶的相互作用有關。一個是沿著小安的列斯群島的火山弧（Volcanic arc）向南的隱沒帶；另一個地帶是一個主要的轉換斷層（Transform fault）或板塊邊界區域，其位置在古巴與伊斯帕尼奧拉島之間，穿過開曼海溝直至中美洲岸邊。科學研究得出如在斷層沿線發生地震可以產生顯著海嘯的結論。

## 地理

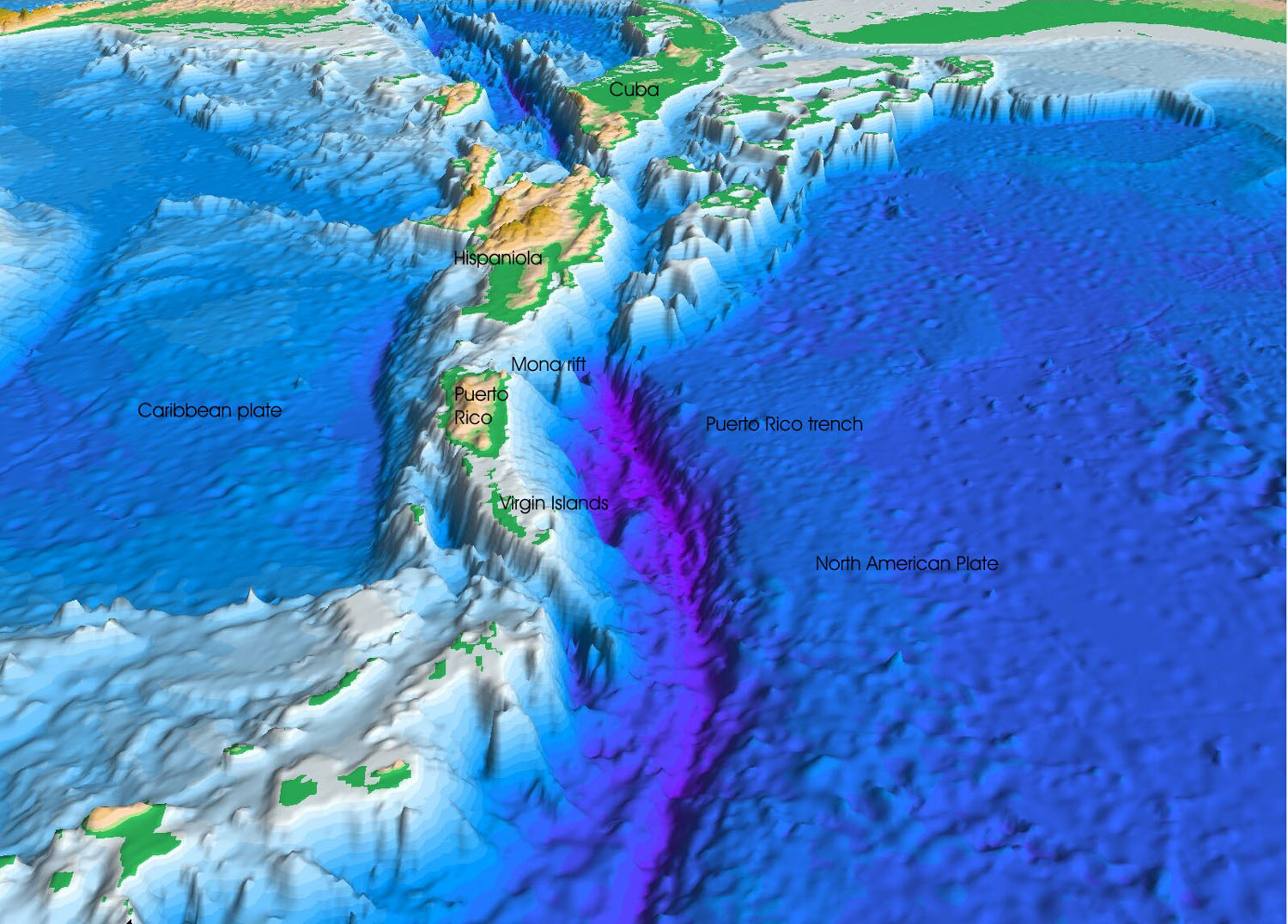
大西洋及加勒比海的海床透視圖。小安的列斯群島在圖的左下方及佛羅里達州在圖的右上方。在圖中央紫色的海床是波多黎各海溝，為大西洋及加勒比海的最深處。

波多黎各海溝位處兩個板塊互相經過一個分離邊界（transform boundary）而只有少量部分隱沒。加勒比海板塊（Caribbean Plate）向東移動而北美洲板塊則向西移動。北美洲板塊令加勒比海板塊向海溝的東南方隱沒。隱沒帶的存在解釋了為何在加勒比海的東南面會發現了活火山。火山活動在島弧東南方沿線由波多黎各至南美沿岸十分頻繁。
波多黎各、美屬維爾京群島、英屬處女群島及多米尼加沒有活火山，但她們都受到地震及海嘯的威脅。

## 公眾關注
地震及海嘯的危機知識在鄰近波多黎各海溝的島嶼的普羅大眾間並不普及。當地政府因兩個原因並不主動教育當地市民。第一個原因是旅遊業是附近諸國的經濟命脈，把危機廣泛報導將會影響旅遊工業的收益。第二個原因是當地政府希望防止恐慌在當地人口中擴散。波多黎各地震學會自從1988年便嘗試利用波多黎各的媒體告知人民關於將來的地震可以引致災難性的悲劇。
自從波及印度洋四十多個國家的2004年印度洋大地震發生後，更多人關心類似事件在加勒比海發生的後果。當地政府已經開始應急計劃。在波多黎各及美屬維爾京群島的個案中，美國政府已經研究此問題多年 （页面存档备份，存于）而亦加強其地震調查及開發海嘯預警系統。

## 地震歷史

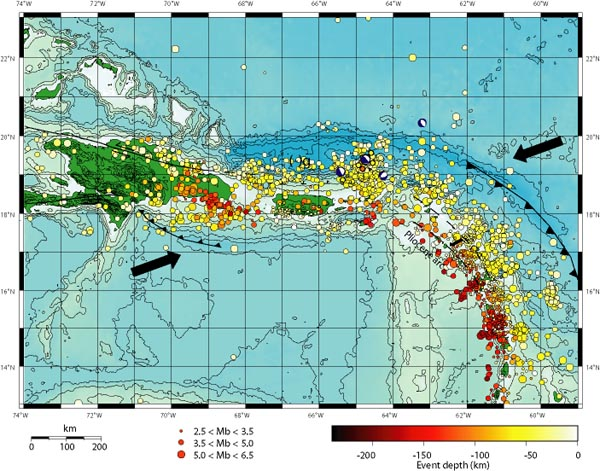
波多黎各海溝地區的構造及地震圖。箭頭表示板塊移動方向。USGS。

在1918年10月11日，島嶼西岸受到現在當地知名的地震侵襲，並產生海嘯。聖多明各在1953年受地震侵襲。專家認為兩次災難性的地震起源於波多黎各海溝的斷層。
除了1918年的地震外，在波多黎各及其附近亦有頻密的震動案例，波多黎各因此特別受到地震專家的關注。在1981年，全島均感到震動。在1985年，另一個震動在波多黎各的卡耶伊（Cayey, Puerto Rico）及薩萊納（Salinas, Puerto Rico）均感到震動。
| 地震地點     | 日期 | 強度 |
| ------------ | ---- | ---- |
| 海地         | 2010 | 7.3  |
| 多米尼加     | 1953 | 6.9  |
| 莫納峽谷     | 1946 | 7.5  |
| 多米尼加     | 1946 | 8.1  |
| 莫納峽谷     | 1918 | 7.5  |
| 阿內加達島槽 | 1867 | 7.5  |
| 波多黎各海溝 | 1787 | 8.1  |

 （页面存档备份，存于）